# Síndrome de Stickler
El síndrome de Stickler es una enfermedad genética hereditaria autosómica dominante, de carácter progresivo (es decir, sus síntomas se agravan a medida que transcurre el tiempo), en la mayoría de los casos es heredada por los hijos de alguno de sus progenitores. Afecta el colágeno, que forma parte importante del tejido conectivo y provoca síntomas oculares, articulares y de otros órganos. El nombre de la afección proviene del médico Gunnar B. Stickler que realizó la primera descripción en 1965.

## Síntomas
Dentro de los síntomas se encuentran alteraciones oculares como la miopía, glaucoma y catarata, enfermedades óseas como debilidad de las articulaciones y osteoartritis a temprana edad. También puede existir pérdida de la audición, escoliosis y dificultades de aprendizaje.

## Frecuencia
Este síndrome afecta a entre 1 y 3 personas por cada 10000.

## Genética y herencia
Se han encontrado hasta ahora 3 genes que participan en el desarrollo del síndrome: COL2A1, COL11A1 y COL11A2; el primero representa a la mayoría de los casos (75%). Las manifestaciones afectan a todo el cuerpo, principalmente articulaciones, audición y vista. Sin embargo, cuando se altera el gen COL11A2, provoca una variación del síndrome, que recibe también el nombre de Displasia oto-espondilo-metafisiaria, que afecta solamente a las articulaciones y a la audición dejando la vista casi intacta. Hay registros de un cuarto grupo, cuya causa genética esta aun por determinar.
Generalmente se trasmite de padres a hijos. Existe un 50% de probabilidades de que un hijo desarrolle la enfermedad si alguno de los padres está afectado, aunque también se han registrado casos en los que los niños presentan el trastorno por primera vez en la familia sin que existan antecedentes familiares, debido a la aparición de mutaciones nuevas.

## Tratamiento
El tratamiento va encaminado a controlar los síntomas, tratamientos oftalmológicos y auditivos, valoración reumatológica, y apoyo psicológico y educacional. Todo esto para una mejor calidad de vida, ya que no existe tratamiento curativo.